# Grabowo Kościerskie (gromada)
Grabowo Kościerskie – dawna gromada, czyli najmniejsza jednostka podziału terytorialnego Polskiej Rzeczypospolitej Ludowej w latach 1954–1972.
Gromady, z gromadzkimi radami narodowymi (GRN) jako organami władzy najniższego stopnia na wsi, funkcjonowały od reformy reorganizującej administrację wiejską przeprowadzonej jesienią 1954 do momentu ich zniesienia z dniem 1 stycznia 1973, tym samym wypierając organizację gminną w latach 1954–1972.
Gromadę Grabowo Kościerskie z siedzibą GRN w Grabowie Kościerskim utworzono – jako jedną z 8759 gromad na obszarze Polski – w powiecie kościerskim w woj. gdańskim na mocy uchwały nr 18/III/54 WRN w Gdańsku z dnia 5 października 1954. W skład jednostki weszły obszary dotychczasowych gromad Grabowo Kościerskie, Grabowska Huta, Szpon i Jasiowa Huta oraz miejscowości Jednówka i Śledziowa Huta z dotychczasowej gromady Rekownica ze zniesionej gminy Nowa Karczma w tymże powiecie. Dla gromady ustalono 13 członków gromadzkiej rady narodowej.
1 stycznia 1960 gromadę zniesiono, a jej obszar włączono do gromady Nowa Karczma w tymże powiecie.